# Iwabradyna
Iwabradyna – wielofunkcyjny organiczny związek chemiczny stosowany w postaci chlorowodorku u pacjentów z chorobą niedokrwienną serca.

## Mechanizm działania
Mechanizm działania iwabradyny polega na działaniu wybiórczo blokującym kanały f węzła zatokowo-przedsionkowego. Powoduje to zwolnienie depolaryzacji spoczynkowej, które przejawia się zwolnieniem rytmu zatokowego w spoczynku, jak i wysiłku. Zwolnienie szybkości rytmu serca zmniejsza zapotrzebowanie mięśnia sercowego per se powodując zmniejszenie zapotrzebowania serca na tlen, natomiast poprzez wydłużenie czasu przebywania serca w rozkurczu (kiedy to mięsień sercowy jest odżywiany) poprawia przepływ krwi przez mięsień sercowy, czyli jego perfuzję.
Iwabradyna nie wpływa na siłę skurczu serca, krążenie obwodowe, metabolizm cholesterolu ani trójglicerydów.

## Wskazania
Iwabradyna jest wskazana w leczeniu stabilnej dławicy piersiowej oraz przewlekłej niewydolności serca. Wskazania do stosowania:
1. Leczenie choroby niedokrwiennej serca
2. Leczenie objawowe przewlekłej stabilnej dławicy piersiowej u dorosłych z chorobą niedokrwienną serca, z prawidłowym rytmem zatokowym. Iwabradyna jest wskazana:
  - u dorosłych z nietolerancją lub z przeciwwskazaniem do stosowania beta-adrenolityków
  - lub w skojarzeniu z beta-adrenolitykami u pacjentów niewystarczająco kontrolowanych za pomocą optymalnej dawki beta-adrenolityku i u których częstość akcji serca jest większa niż 60 uderzeń na minutę.
3. Leczenie przewlekłej niewydolności serca

Iwabradyna jest wskazana w przewlekłej niewydolności serca II do IV stopnia według klasyfikacji NYHA, z zaburzeniami czynności skurczowej, u pacjentów z rytmem zatokowym, u których częstość akcji serca wynosi ≥ 75 uderzeń na minutę, w skojarzeniu z leczeniem standardowym, w tym z beta-adrenolitykiem lub gdy leczenie beta-adrenolitykiem jest przeciwwskazane albo nie jest tolerowane.

## Badania kliniczne
W badaniu INITIATIVE wykazano skuteczność iwabradyny stosowanej w dawkach wzrastających od 5 mg do 10 mg w czasie 16 tygodni, porównywalną do stosowania atenololu w dawkach wzrastających od 50 mg do 100 mg (skuteczność oceniano na podstawie testu wysiłkowego oraz zmniejszenia częstości epizodów dławicy piersiowej).
31 sierpnia 2008 roku podczas Kongresu Europejskiego Towarzystwa Kardiologicznego ogłoszone zostały wyniki badania BEAUTIFUL. Badanie porównywało iwabradynę w dawce 5 mg do 7,5 mg z placebo u 10917 pacjentów z chorobą wieńcową i dysfunkcją lewej komory (mediana czasu obserwacji 19 miesięcy). W całkowitej populacji badania nie uzyskano istotnej redukcji pierwszorzędowego złożonego punktu końcowego (zgonu z przyczyn sercowo-naczyniowych, hospitalizacji z powodu zawału mięśnia sercowego i hospitalizacji z powodu niewydolności serca), natomiast u pacjentów z wyjściową częstością rytmu serca 70 lub więcej uderzeń na minutę, iwabradyna istotnie zmniejszała ryzyko hospitalizacji z powodu zakończonego zgonem i niezakończonego zgonem zawału mięśnia sercowego o 36% (p = 0,001) oraz ryzyka rewaskularyzacji wieńcowej o 30% (p = 0,016).
Badanie SHIfT (systolic heart failure treatment with the if inhibitor ivabradine trial było randomizowanym badaniem klinicznym z grupą kontrolną, prowadzonym z zastosowaniem podwójnie ślepej próby. Badaniem objęto 6505 chorych w 37 krajach. Celem badania była ocena, czy dodanie iwabradyny do optymalnej farmakoterapii zgodnej z międzynarodowymi wytycznymi, wpływa na zmniejszenie ryzyka incydentów sercowo-naczyniowych u pacjentów z umiarkowaną lub ciężką niewydolnością serca, obniżoną frakcją wyrzutową lewej komory oraz częstością akcji serca powyżej 70 uderzeń na minutę. Wykazało ono, że iwabradyna zmniejszała ryzyko zgonu z powodu niewydolności serca o 26% (p=0,014) oraz ryzyko hospitalizacji również o 26% (p<0,0001). W podgrupie pacjentów, u których częstość akcji serca w chwili rozpoczęcia badania przekraczała 75 uderzeń na minutę, przyjmowanie iwabardyny zmniejszyło ryzyko zgonu z przyczyn sercowo naczyniowych o 17% (p=0,0166) oraz ogólną śmiertelność również o 17% (p=0,0109)).

## Działania niepożądane
Najczęstsze działania niepożądane przy stosowaniu iwabradyny, to:
- fosfeny – obecność wrażeń świetlnych (uczucie jasności w polu widzenia, lub nieostre widzenie)[6],
- bradykardia,
- ból głowy,
- zawroty głowy,
- arytmia.

## Postacie handlowe
Preparaty proste iwabradyny dostępne w Polsce:
- Bixebra, IVAB, Ivabradine, Ivares, Ivohart, Iwabradyna, Raenom